# شهرستان ریووچه
شهرستان ریووچه (به لاتین: Riwoqê County) یک شهرستان‌های جمهوری خلق چین در چین است که در چامدو واقع شده‌است.